# Liste der Mitglieder des Repräsentantenhauses im 109. Kongress der Vereinigten Staaten
- Dem.: 202
- Rep.: 232
- Unabh.: 1

Das Repräsentantenhaus des 109. US-Kongresses bestand zwischen dem 3. Januar 2005 und dem 3. Januar 2007. Von den 435 Abgeordneten waren am Ende seiner Amtsperiode 430 bei den Wahlen im November 2004 in ihr Amt gewählt wurden. Drei Abgeordnete gewannen ihr Mandat bei Nachwahlen, zwei Mandate waren unbesetzt.
Die Republikaner verfügten mit 231 Abgeordneten über eine komfortable Mehrheit, die Demokraten hatten 201 Sitze. Ferner gab es einen unabhängigen Abgeordneten.

## Liste der Abgeordneten, Stand Januar 2007
Alabama
1. Jo Bonner (R)
2. Terry Everett (R)
3. Mike Rogers (R)
4. Robert Aderholt (R)
5. Robert E. Cramer (D)
6. Spencer Bachus (R)
7. Artur Davis (D)

Alaska
1. Don Young (R)

Arizona
1. Rick Renzi (R)
2. Trent Franks (R)
3. John Shadegg (R)
4. Ed Pastor (D)
5. J. D. Hayworth (R)
6. Jeff Flake (R)
7. Raúl Grijalva (D)
8. Jim Kolbe (R)

Arkansas
1. Marion Berry (D)
2. Vic Snyder (D)
3. John Boozman (R)
4. Mike Ross (D)

Colorado
1. Diana DeGette (D)
2. Mark Udall (D)
3. John Salazar (D)
4. Marilyn Musgrave (R)
5. Joel Hefley (R)
6. Tom Tancredo (R)
7. Bob Beauprez (R)

Connecticut
1. John Larson (D)
2. Rob Simmons (R)
3. Rosa DeLauro (D)
4. Chris Shays (R)
5. Nancy Johnson (R)

Delaware
1. Michael Castle (R)

Florida
1. Jeff Miller (R)
2. Allen Boyd (D)
3. Corrine Brown (D)
4. Ander Crenshaw (R)
5. Ginny Brown-Waite (R)
6. Cliff Stearns (R)
7. John Mica (R)
8. Ric Keller (R)
9. Michael Bilirakis (R)
10. Bill Young (R)
11. Jim Davis (D)
12. Adam Putnam (R)
13. Katherine Harris (R)
14. Connie Mack (R)
15. Dave Weldon (R)
16. Mark Foley[2] (R)
17. Kendrick Meek (D)
18. Ileana Ros-Lehtinen (R)
19. Robert Wexler (D)
20. Debbie Wasserman Schultz (D)
21. Lincoln Diaz-Balart (R)
22. E. Clay Shaw (R)
23. Alcee Hastings (D)
24. Tom Feeney (R)
25. Mario Diaz-Balart (R)

Georgia
1. Jack Kingston (R)
2. Sanford Bishop (D)
3. James C. Marshall (D)
4. Cynthia McKinney (D)
5. John Lewis (D)
6. Tom Price (R)
7. John Linder (R)
8. Lynn Westmoreland (R)
9. Charlie Norwood (R)
10. Nathan Deal (R)
11. Phil Gingrey (R)
12. John Barrow (D)
13. David Scott (D)

Hawaii
1. Neil Abercrombie (D)
2. Ed Case (D)

Idaho
1. Butch Otter (R)
2. Mike Simpson (R)

Illinois
1. Bobby L. Rush (D)
2. Jesse Jackson Jr. (D)
3. Dan Lipinski (D)
4. Luis Gutiérrez (D)
5. Rahm Emanuel (D)
6. Henry Hyde (R)
7. Danny Davis (D)
8. Melissa Bean (D)
9. Jan Schakowsky (D)
10. Mark Kirk (R)
11. Jerry Weller (R)
12. Jerry Costello (D)
13. Judy Biggert (R)
14. Dennis Hastert (R)
15. Tim Johnson (R)
16. Donald Manzullo (R)
17. Lane Evans (D)
18. Ray LaHood (R)
19. John Shimkus (R)

Indiana
1. Pete Visclosky (D)
2. Chris Chocola (R)
3. Mark Souder (R)
4. Steve Buyer (R)
5. Dan Burton (R)
6. Mike Pence (R)
7. Julia Carson (D)
8. John Hostettler (R)
9. Mike Sodrel (R)

Iowa
1. Jim Nussle (R)
2. Jim Leach (R)
3. Leonard Boswell (D)
4. Tom Latham (R)
5. Steve King (R)

Kalifornien
1. Mike Thompson (D)
2. Wally Herger (R)
3. Dan Lungren (R)
4. John Doolittle (R)
5. Doris Matsui (D)
6. Lynn Woolsey (D)
7. George Miller (D)
8. Nancy Pelosi (D)
9. Barbara Lee (D)
10. Ellen Tauscher (D)
11. Richard Pombo (R)
12. Tom Lantos (D)
13. Pete Stark (D)
14. Anna Eshoo (D)
15. Mike Honda (D)
16. Zoe Lofgren (D)
17. Sam Farr (D)
18. Dennis Cardoza (D)
19. George Radanovich (R)
20. Jim Costa (D)
21. Devin Nunes (R)
22. Bill Thomas (R)
23. Lois Capps (D)
24. Elton Gallegly (R)
25. Howard McKeon (R)
26. David Dreier (R)
27. Brad Sherman (D)
28. Howard Berman (D)
29. Adam Schiff (D)
30. Henry Waxman (D)
31. Xavier Becerra (D)
32. Hilda Solis (D)
33. Diane Watson (D)
34. Lucille Roybal-Allard (D)
35. Maxine Waters (D)
36. Jane Harman (D)
37. Juanita Millender-McDonald (D)
38. Grace Napolitano (D)
39. Linda Sánchez (D)
40. Ed Royce (R)
41. Jerry Lewis (R)
42. Gary Miller (R)
43. Joe Baca (D)
44. Ken Calvert (R)
45. Mary Bono (R)
46. Dana Rohrabacher (R)
47. Loretta Sanchez (D)
48. John B. T. Campbell (R)
49. Darrell Issa (R)
50. Brian Bilbray (R)
51. Bob Filner (D)
52. Duncan Hunter (R)
53. Susan Davis (D)

Kansas
1. Jerry Moran (R)
2. Jim Ryun (R)
3. Dennis Moore (D)
4. Todd Tiahrt (R)

Kentucky
1. Ed Whitfield (R)
2. Ron Lewis (R)
3. Anne Northup (R)
4. Geoff Davis (R)
5. Hal Rogers (R)
6. Ben Chandler (D)

Louisiana
1. Bobby Jindal (R)
2. William J. Jefferson (D)
3. Charlie Melancon (D)
4. Jim McCrery (R)
5. Rodney Alexander (R)
6. Richard H. Baker (R)
7. Charles Boustany (R)

Maine
1. Tom Allen (D)
2. Mike Michaud (D)

Maryland
1. Wayne Gilchrest (R)
2. Dutch Ruppersberger (D)
3. Ben Cardin (D)
4. Albert Wynn (D)
5. Steny Hoyer (D)
6. Roscoe Bartlett (R)
7. Elijah Cummings (D)
8. Chris Van Hollen (D)

Massachusetts
1. John Olver (D)
2. Richard Neal (D)
3. Jim McGovern (D)
4. Barney Frank (D)
5. Marty Meehan (D)
6. John F. Tierney (D)
7. Ed Markey (D)
8. Mike Capuano (D)
9. Stephen Lynch (D)
10. Bill Delahunt (D)

Michigan
1. Bart Stupak (D)
2. Pete Hoekstra (R)
3. Vern Ehlers (R)
4. David Lee Camp (R)
5. Dale E. Kildee (D)
6. Fred Upton (R)
7. Joe Schwarz (R)
8. Mike J. Rogers (R)
9. Joe Knollenberg (R)
10. Candice Miller (R)
11. Thad McCotter (R)
12. Sander Levin (D)
13. Carolyn Cheeks Kilpatrick (D)
14. John Conyers (D)
15. John Dingell (D)

Minnesota
1. Gil Gutknecht (R)
2. John Kline (R)
3. Jim Ramstad (R)
4. Betty McCollum (D)
5. Martin Olav Sabo (D)
6. Mark Kennedy (R)
7. Collin Peterson (D)
8. Jim Oberstar (D)

Mississippi
1. Roger Wicker (R)
2. Bennie Thompson (D)
3. Chip Pickering (R)
4. Gene Taylor (D)

Missouri
1. William Lacy Clay (D)
2. Todd Akin (R)
3. Russ Carnahan (D)
4. Ike Skelton (D)
5. Emanuel Cleaver (D)
6. Sam Graves (R)
7. Roy Blunt (R)
8. Jo Ann Emerson (R)
9. Kenny Hulshof (R)

Montana
1. Denny Rehberg (R)

Nebraska
1. Jeff Fortenberry (R)
2. Lee Terry (R)
3. Tom Osborne (R)

Nevada
1. Shelley Berkley (D)
2. Jim Gibbons[3] (R)
3. Jon Porter (R)

New Hampshire
1. Jeb Bradley (R)
2. Charles Bass (R)

New Jersey
1. Rob Andrews (D)
2. Frank LoBiondo (R)
3. Jim Saxton (R)
4. Chris Smith (R)
5. Scott Garrett (R)
6. Frank Pallone (D)
7. Mike Ferguson (R)
8. Bill Pascrell (D)
9. Steve Rothman (D)
10. Don Payne (D)
11. Rodney Frelinghuysen (R)
12. Rush D. Holt Jr. (D)
13. Albio Sires (D)

New Mexico
1. Heather Wilson (R)
2. Steve Pearce (R)
3. Tom Udall (D)

New York
1. Tim Bishop (D)
2. Steve Israel (D)
3. Peter T. King (R)
4. Carolyn McCarthy (D)
5. Gary Ackerman (D)
6. Gregory Meeks (D)
7. Joseph Crowley (D)
8. Jerrold Nadler (D)
9. Anthony Weiner (D)
10. Ed Towns (D)
11. Major Owens (D)
12. Nydia Velázquez (D)
13. Vito Fossella (R)
14. Carolyn Maloney (D)
15. Charles Rangel (D)
16. José Serrano (D)
17. Eliot Engel (D)
18. Nita Lowey (D)
19. Sue W. Kelly (R)
20. John Sweeney (R)
21. Mike McNulty (D)
22. Maurice Hinchey (D)
23. John McHugh (R)
24. Sherwood Boehlert (R)
25. James T. Walsh (R)
26. Tom Reynolds (R)
27. Brian Higgins (D)
28. Louise Slaughter (D)
29. Randy Kuhl (R)

North Carolina
1. G. K. Butterfield (D)
2. Bob Etheridge (D)
3. Walter Jones (R)
4. David Price (D)
5. Virginia Foxx (R)
6. Howard Coble (R)
7. Mike McIntyre (D)
8. Robin Hayes (R)
9. Sue Wilkins Myrick (R)
10. Patrick McHenry (R)
11. Charles H. Taylor (R)
12. Mel Watt (D)
13. Brad Miller (D)

North Dakota
1. Earl Pomeroy (D)

Ohio
1. Steve Chabot (R)
2. Jean Schmidt (R)
3. Mike Turner (R)
4. Michael Oxley (R)
5. Paul Gillmor (R)
6. Ted Strickland (D)
7. Dave Hobson (R)
8. John Boehner (R)
9. Marcy Kaptur (D)
10. Dennis Kucinich (D)
11. Stephanie Tubbs Jones (D)
12. Pat Tiberi (R)
13. Sherrod Brown (D)
14. Steve LaTourette (R)
15. Deborah Pryce (R)
16. Ralph Regula (R)
17. Tim Ryan (D)
18. Robert Ney[4] (R)

Oklahoma
1. John A. Sullivan (R)
2. Dan Boren (D)
3. Frank Lucas (R)
4. Tom Cole (R)
5. Ernest Istook (R)

Oregon
1. David Wu (D)
2. Greg Walden (R)
3. Earl Blumenauer (D)
4. Peter DeFazio (D)
5. Darlene Hooley (D)

Pennsylvania
1. Bob Brady (D)
2. Chaka Fattah (D)
3. Phil English (R)
4. Melissa Hart (R)
5. John Peterson (R)
6. Jim Gerlach (R)
7. Curt Weldon (R)
8. Mike Fitzpatrick (R)
9. Bill Shuster (R)
10. Don Sherwood (R)
11. Paul Kanjorski (D)
12. John Murtha (D)
13. Allyson Schwartz (D)
14. Michael Doyle (D)
15. Charlie Dent (R)
16. Joseph R. Pitts (R)
17. Tim Holden (D)
18. Tim Murphy (R)
19. Todd Platts (R)

Rhode Island
1. Patrick J. Kennedy (D)
2. James Langevin (D)

South Carolina
1. Henry E. Brown (R)
2. Joe Wilson (R)
3. J. Gresham Barrett (R)
4. Bob Inglis (R)
5. John Spratt (D)
6. Jim Clyburn (D)

South Dakota
1. Stephanie Herseth (D)

Tennessee
1. Bill Jenkins (R)
2. Jimmy Duncan (R)
3. Zach Wamp (R)
4. Lincoln Davis (D)
5. Jim Cooper (D)
6. Bart Gordon (D)
7. Marsha Blackburn (R)
8. John S. Tanner (D)
9. Harold Ford (D)

Texas
1. Louie Gohmert (R)
2. Ted Poe (R)
3. Sam Johnson (R)
4. Ralph Hall (R)
5. Jeb Hensarling (R)
6. Joe Barton (R)
7. John Culberson (R)
8. Kevin Brady (R)
9. Al Green (D)
10. Michael McCaul (R)
11. Mike Conaway (R)
12. Kay Granger (R)
13. Mac Thornberry (R)
14. Ron Paul (R)
15. Rubén Hinojosa (D)
16. Silvestre Reyes (D)
17. Chet Edwards (D)
18. Sheila Jackson Lee (D)
19. Randy Neugebauer (R)
20. Charlie Gonzalez (D)
21. Lamar S. Smith (R)
22. Henry Bonilla (R)
23. Shelley Sekula-Gibbs (R)
24. Kenny Marchant (R)
25. Lloyd Doggett (D)
26. Michael Burgess (R)
27. Solomon Ortiz (D)
28. Henry Cuellar (D)
29. Gene Green (D)
30. Eddie Bernice Johnson (D)
31. John Carter (R)
32. Pete Sessions (R)

Utah
1. Rob Bishop (R)
2. Jim Matheson (D)
3. Chris Cannon (R)

Vermont
1. Bernie Sanders (I)

Virginia
1. Jo Ann Davis (R)
2. Thelma Drake (R)
3. Bobby Scott (D)
4. Randy Forbes (R)
5. Virgil Goode (R)
6. Bob Goodlatte (R)
7. Eric Cantor (R)
8. Jim Moran (D)
9. Rick Boucher (D)
10. Frank Wolf (R)
11. Thomas Davis (R)

Washington
1. Jay Inslee (D)
2. Rick Larsen (D)
3. Brian Baird (D)
4. Doc Hastings (R)
5. Cathy McMorris (R)
6. Norm Dicks (D)
7. Jim McDermott (D)
8. Dave Reichert (R)
9. Adam Smith (D)

West Virginia
1. Alan Mollohan (D)
2. Shelley Moore Capito (R)
3. Nick Rahall (D)

Wisconsin
1. Paul Ryan (R)
2. Tammy Baldwin (D)
3. Ron Kind (D)
4. Gwen Moore (D)
5. Jim Sensenbrenner (R)
6. Tom Petri (R)
7. Dave Obey (D)
8. Mark Green (R)

Wyoming
1. Barbara Cubin (R)

## Nicht stimmberechtigte Abgeordnete
Amerikanisch-Samoa
- Eni Faleomavaega (D)

District of Columbia
- Eleanor Holmes Norton (D)

Guam
- Madeleine Bordallo (D)

Puerto Rico
- Luis Fortuño (R/Partido Nuevo Progresista)

Amerikanische Jungferninseln
- Donna Christian-Christensen (D)